# Aubin Hueber
Pour les articles homonymes, voir Hueber.

a Compétitions nationales et continentales officielles uniquement.

b Matchs officiels uniquement.
Dernière mise à jour le 28 mars 2023.
Aubin Hueber, né le 5 avril 1967 à Tarbes (Hautes-Pyrénées), est un joueur et entraîneur français de rugby à XV. Il a joué avec l'équipe de France et évoluait au poste de demi de mêlée (1,73 m pour 75 kg). Son frère cadet, Franck, connaît lui aussi une carrière au plus haut niveau.

## Carrière de joueur
Aubin Hueber joue pour les clubs du Stadoceste tarbais, du Stade bagnérais, du FC Lourdes et notamment du RC Toulon entre 1991 et 2000.
À la fin de la saison 1991-1992, Aubin Hueber et le RC Toulon doivent passer par les barrages mais ils arrivent néanmoins en finale le 6 juin 1992 face au Biarritz olympique. Aubin Hueber est titulaire au poste de demi de mêlée et devient alors champion de France.
Il rejoint le SU Agen en 2000, puis Lannemezan-Tarbes en 2001 avant de finir sa carrière au RC Toulon.

### En équipe nationale
Il a disputé son premier test match en équipe de France le 30 juin 1990 contre l'équipe d'Australie et son dernier le 28 mai 2000 contre l'équipe de Roumanie.
Il remporte notamment le Tournoi des Cinq Nations 1993 et dispute aussi la Coupe du monde de rugby à XV 1995.

### Avec les Barbarians
Le 1er novembre 1995, il est invité une première fois avec les Barbarians français pour jouer contre la Nouvelle-Zélande à Toulon. Les Baa-Baas s'inclinent 19 à 34.
En novembre 2001, il connaît une sélection avec les Barbarians français contre les Fidji à Toulon. Les Baa-Baas s'inclinent 17 à 15.
Le 25 août 2007, il joue son dernier match avec les Belgium barabarians qui s'incline 8-36 face à l'équipe d'Argentine.

## Carrière d'entraîneur
De 2003 à 2006, il est entraîneur-joueur du RC Toulon.
En octobre 2008, il revient dans le staff du club varois où il remplace Jean-Jacques Crenca et entraîne avec Tana Umaga puis Philippe Saint-André jusqu’en 2011.
Il devient par la suite entraîneur fédéral au sein de la Fédération française de rugby de 2015 à 2021.
Il mène notamment l'équipe de France des moins de 20 ans au titre de champion du monde des moins de 20 ans aux côtés de Sébastien Piqueronies et David Darricarrère.
En 2022, il est directeur du rugby du nouveau club féminin fondé par les équipes autour de Toulon, le RC Toulon Provence Méditerranée en 2e division.
En 2023, il devient manager du FC Grenoble. En février 2024, il prend du recul avec l'encadrement de l'équipe professionnelle après que des tensions avec les joueurs soient apparues. Il prend le rôle de directeur sportif et travaille dans la structuration du club.
| Saison      | Club      | Division | Poste    | Classement             | Coupe d'Europe             | Challenge européen |
| ----------- | --------- | -------- | -------- | ---------------------- | -------------------------- | ------------------ |
| 2003 - 2004 | RC Toulon | Pro D2   | Arrières | 8e                     | -                          | -                  |
| 2004 - 2005 | RC Toulon | Pro D2   | Arrières | Champion               | -                          | -                  |
| 2005 - 2006 | RC Toulon | Top 14   | Arrières | 14e                    | -                          | Éliminé en poule   |
| 2008 - 2009 | RC Toulon | Top 14   | Avants   | 9e                     | -                          | Éliminé en poule   |
| 2009 - 2010 | RC Toulon | Top 14   | Avants   | Éliminé en demi-finale | -                          | Défaite en finale  |
| 2010 - 2011 | RC Toulon | Top 14   | Avants   | 8e                     | Éliminé en quart-de-finale | -                  |

## Activités de consultant
Il a commenté des matchs de la coupe du monde 2007 avec Éric Champ et Christian Jeanpierre sur TF1. Il est ensuite consultant pour Canal+ et Sud Radio. À partir de 2019, il commente les matchs de Fédérale 1 sur la chaîne L'Équipe.

## Statistiques

### Tournoi des Cinq/Six Nations
| Édition           | Rang | Résultats France | Résultats Hueber | Matchs Hueber |
| ----------------- | ---- | ---------------- | ---------------- | ------------- |
| Cinq Nations 1992 | 2    | 2 v, 0 n, 2 d    | 1 v, 0 n, 0 d    | 1/4           |
| Cinq Nations 1993 | 1    | 3 v, 0 n, 1 d    | 3 v, 0 n, 1 d    | 4/4           |
| Six Nations 2000  | 2    | 3 v, 0 n, 2 d    | 1 v, 0 n, 0 d    | 1/5           |

Légende : v = victoire ; n = match nul ; d = défaite ; la ligne est en gras quand il y a Grand Chelem.

### Coupe du monde
| Édition             | Rang      | Résultats France | Résultats Hueber | Matchs Hueber |
| ------------------- | --------- | ---------------- | ---------------- | ------------- |
| Afrique du Sud 1995 | Troisième | 5 v, 0 n, 1 d    | 3 v, 0 n, 0 d    | 3/6           |

Légende : v = victoire ; n = match nul ; d = défaite.

## Palmarès

### En tant que joueur

#### En club
- Championnat de France de première division :
  - Champion (1) : 1992 (RC Toulon)
- Championnat de France de Pro D2 :
  - Vice-champion (1) : 2003 (Tarbes Pyrénées rugby)

#### En équipe nationale
- 23 sélections avec l'équipe de France entre 1990 et 2000
- 3 essais, 2 drops (21 points)
- Sélections par année : 2 en 1990, 1 en 1991, 4 en 1992, 10 en 1993, 4 en 1995, 2 en 2000
- Tournois des Cinq/Six Nations disputés : 1992, 1993 (vainqueur), 1995, 2000
- Demi-finaliste de la Coupe du monde 1995 en Afrique du Sud
- 3 sélections avec les Barbarians Français
- 1 sélection avec les Barbarians Britannique

#### Personnel
- Oscar du Midi olympique :
  - Argent : 1992

### En tant qu'entraîneur

#### En sélection nationale
- Championnat du monde junior :
  - Vainqueur (1) : 2019 ( France -20)

#### En club
- Championnat de France de Pro D2 :
  - Champion (1) : 2005 (RC Toulon)
  - Vice-champion (2) : 2024 et 2025 (FC Grenoble)
- Barrage d'accession au Top 14 :
  - Finaliste (2) : 2024 et 2025 (FC Grenoble)